# Tapeinosperma chloranthum
Tapeinosperma chloranthum är en viveväxtart som beskrevs av A. C. Smith. Tapeinosperma chloranthum ingår i släktet Tapeinosperma och familjen viveväxter. Inga underarter finns listade i Catalogue of Life.